# Калька (папір)

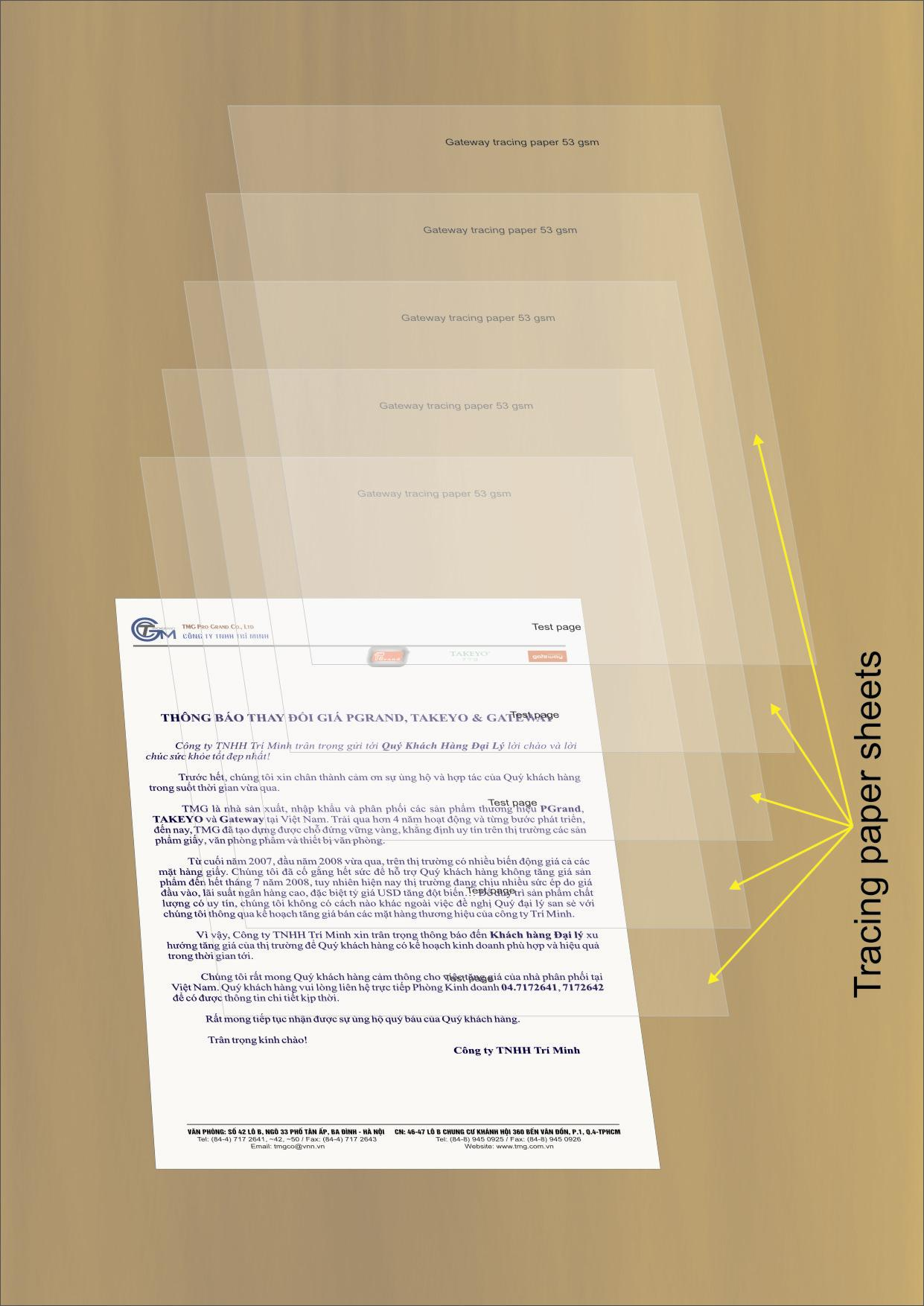
Симуляція накладання шарів кальки

Ка́лька (рос. калька, англ. tracing paper, нім. Pauspapier), паперова калька — прозорий папір для знімання копій з креслення, рисунків. Виготовляється для виконання графічних робіт тушшю та олівцем. Використовується також для виготовлення комп'ютер-макетів друкованої продукції.

## Галерея зображень

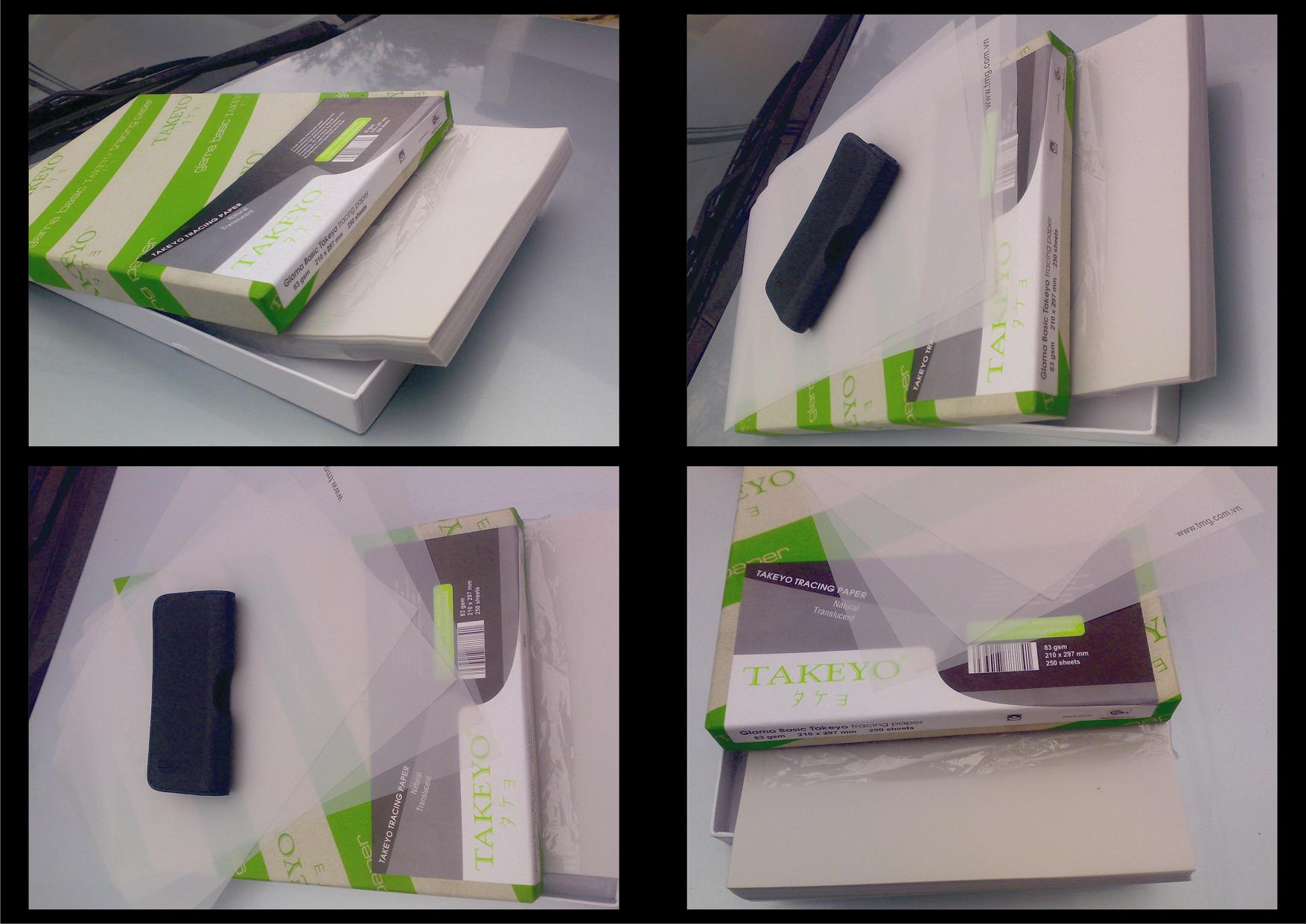
Зразки паперової кальки
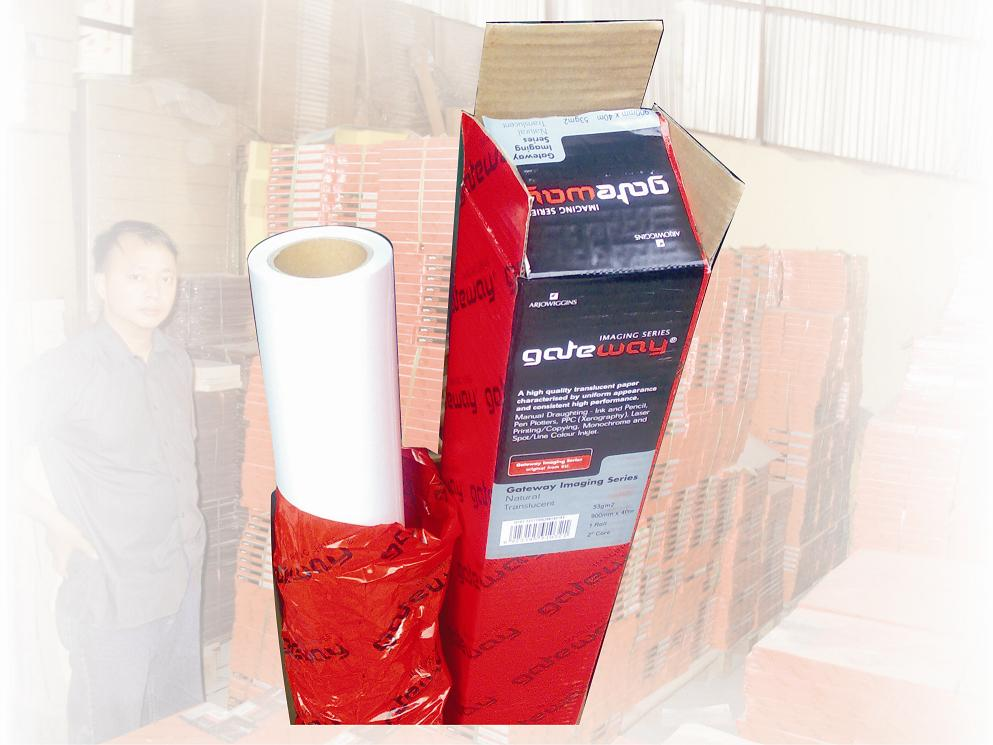
Рулон паперової кальки